# Lampetis tucumana
Lampetis tucumana es una especie de escarabajo del género Lampetis, familia Buprestidae. Fue descrita científicamente por Guérin-Méneville & Percheron en 1835. Se encuentra en Sudamérica (tucumana se refiere al local, Tucumán, Argentina.